# زیادآباد (بیضا)
زیادآباد، روستایی در دهستان هفت خان بخش بانش شهرستان بیضا در استان فارس ایران است.

## جمعیت
بر پایه سرشماری عمومی نفوس و مسکن در سال ۱۳۹۵، جمعیت این روستا برابر با ۱۸۹ نفر (۶۰ خانوار) بوده است.